# Interior, după cină
Interior, după cină este o pictură în ulei pe pânză realizată de Claude Monet în iarna 1868-1869, o perioadă productivă pentru pictor. El și-a petrecut iarna în Étretat împreună cu prietena sa Camille Doncieux și fiul lor nou-născut.

## Context
În această perioadă, Monet a creat o serie de tablouri marine (Bărci de pescuit, mare calmă, Voiliers en mer, Bărci de pescuit pe mare, Mare agitată la Etretat), urmate de Coțofana (1868), celebra sa capodoperă de iarnă. Interior, după cină, care are loc mai târziu în cursul serii, este o piesă însoțitoare a lucrării Cina, care prezintă același eveniment mai devreme în cursul serii. Acestea sunt singurele două picturi interioare de noapte din întreaga operă a lui Monet și este posibil să fi servit drept studiu pentru Prânzul (1868).

## Descriere
Tabloul prezintă două femei așezate la o masă și un bărbat în picioare. Camille Doncieux a fost identificată cu certitudine în rochia gri, apărând cu un an înainte ca ea și Monet să se căsătorească. Nu este clar cine ar putea fi celelalte două persoane. Se spune că ar putea fi Marie-Louise Adelaide-Eugenie Sisley, viitoarea soție a lui Alfred Sisley (1839-1899), și Sisley însuși. Cu toate acestea, acest lucru devine mai puțin clar în piesa însoțitoare a tabloului Interior, după cină. Bărbatul care stă în picioare lângă șemineu ar putea fi prietenul lui Monet, Frédéric Bazille (1841-1870).